# 凯温·罗德里格斯
凯温·罗德里格斯（西班牙語：Kevin Rodríguez，2000年3月4日—），厄瓜多尔男子足球运动员，司职前锋。他曾代表厄瓜多尔国家队参加2022年国际足联世界杯，结果队伍止步小组赛阶段。